# Попова, Анастасия Андреевна (тележурналистка)
Анастасия Андреевна Попова (по паспорту — Боурт; 24 ноября 1987, Москва, РСФСР, СССР) — российская тележурналист, собственная корреспондентка ВГТРК в Бельгии, шеф представительства в Брюсселе.
Получила известность серией репортажей из воюющей Сирии и документальным фильмом «Сирийский дневник», а также репортажем про дом в Германии, в котором жил Навальный.

## Биография
Родилась 24 ноября 1987 года в Москве в семье журналиста-международника Андрея Евгеньевича Попова (1948—2019), работавшего с 1992 года в Египте.
Окончила Московский государственный лингвистический университет. Владеет английским и французским языками. С мая 2007 года работает в штате ВГТРК, корреспондентом службы выпуска телеканала «Россия-24». Изначально — корреспондент в Москве.
В 2010—2011 годах также работала корреспондентом в программе «Вести.ru», выходившей в эфир на телеканале «Россия-2».
Впервые в Сирию в качестве корреспондента российского телевидения Попова прибыла в августе 2011 года, в самом начале волнений. Известность к Анастасии пришла в 2012 году, когда она в общей сложности 8 месяцев провела в Сирии и регулярно вела телерепортажи и прямой эфир из «горячих точек» охваченной гражданской войной страны. Впоследствии группа инспекторов ООН по химоружию в Сирии использовала в расследовании видеокадры, снятые группой Поповой на месте химической атаки в Хан-эль-Асале. Бесстрашие Поповой отмечал министр иностранных дел РФ Сергей Лавров.
14 сентября 2012 года указом Президента России Владимира Путина № 1288 Анастасия Боурт награждена медалью «За отвагу», 9 декабря об этом указе впервые было сообщено в СМИ, 26 декабря награда вручена журналистке, а также членам её съёмочной группы — оператору и ассистенту режиссёра. В тот же день на канале «Россия-1» был показан документальный фильм Поповой «Сирийский дневник». В октябре 2013 года переведённый на немецкий язык фильм о войне в Сирии был презентован Поповой в Лейпциге; в Германию она прибыла по приглашению шеф-редактора журнала «Compact» Юргена Эльзессера. По оценке Эльзессера, «Анастасия — впечатляющий человек, у которого есть недюжинное мужество узнать и рассказать правду».
Православный Фонд Андрея Первозванного удостоил Анастасию международной премии «За веру и верность».
С 2013 года в качестве европейского корреспондента ВГТРК освещает события в странах Западной Европы.
7 февраля 2014 года на Церемонии открытия зимних Олимпийских игр 2014 в Сочи в числе восьми избранных персон России несла Олимпийский флаг.
6 февраля 2021 года провела обзор апартаментов во Фрайбурге, которые снимал Алексей Навальный во время реабилитации после отравления боевым отравляющим веществом «Новичок». Сюжет был оформлен по аналогии с расследованием ФБК о «дворце Путина» в Геленджике: журналистка сделала акцент на том, что политик жил в «роскоши», телезрителям показали «просторную гостиную, два дивана, телевизор. А на столе были свежие фрукты». По словам главы Штабов Навального Леонида Волкова, Анастасия в 2 раза завысила цену аренды и в действительности она составляла не 30 000 евро, а 15 580 евро. По словам хозяина виллы, журналисты ВГТРК сняли жильё на выходные под видом пары туристов и незаконно снимали на скрытую камеру, а Анастасия Попова использовала при заселении бельгийский паспорт на свою французскую фамилию Боурт. Узнав о выходе сюжета, владелец апартаментов обратился в полицию.

## Санкции
15 января 2023 года, на фоне вторжения России на Украину, была внесена в санкционный список Украины как «участник прокремлевской пропаганды, который распространяет дезинформацию о войне России против Украины».

## Награды
- Медаль «За отвагу» (2012)
- Премия «Золотое перо России» Союза журналистов России (2021)